# Góry (Czerniki)
Góry (niem. Uri) – przysiółek wsi Czerniki w Polsce, położony w województwie warmińsko-mazurskim, w powiecie kętrzyńskim, w gminie Kętrzyn.
W latach 1975–1998 przysiółek administracyjnie należał do województwa olsztyńskiego.
Dojazd do przysiółka drogą gruntową biegnącą od drogi gruntowej z Czernik do Nowej Różanki przez Strzyże. Jadąc od Czernik przed Strzyżami należy skręcić w lewo. Drogą tą przez Góry można dotrzeć do Wopławki. Droga od Gór do Wopławki to dziwętnastowieczny bruk z kamieni polnych.

## Historia
Na wprost osady (na lewo od drogi Wopławki – Góry) jest kępa drzew, dawny cmentarz. Znajduje się tam pomnik przyrody głaz granitowy o obwodzie 3 m i wysokości 1 m. Uznany za pomnik przyrody w 1952 r., na wniosek Zofii Licharewej. Na głazie wykuta jest data bitwy 1311.